# Fralda para adultos
Uma fralda para adultos é uma fralda feita para ser usada por uma pessoa com um corpo maior do que o de um bebê ou criança pequena. As fraldas podem ser necessárias para adultos com várias condições, como incontinência, dificuldade de locomoção, diarreia grave ou demência.
As fraldas para adultos são feitas em várias formas, incluindo aquelas que se assemelham a fraldas infantis tradicionais, cuecas e absorventes para incontinência. O polímero superabsorvente é usado principalmente para absorver resíduos e líquidos corporais.

## Mercado global
O tamanho do mercado de fraldas para adultos em 2016 foi de 9,8 bilhões de dólares, um aumento de 9,2 bilhões de dólares em 2015. As vendas de fraldas para adultos nos Estados Unidos foram projetadas para aumentar 48% de 2015 a 2020, em comparação com 2,6% para fraldas infantis. O mercado de incontinência adulta no Japão era de 1,8 bilhões de dólares em 2016, cerca de vinte por cento do mercado mundial.

## Usos

### Cuidados de saúde
Pessoas com problemas de saúde que causam incontinência urinária ou fecal geralmente precisam de fraldas ou produtos semelhantes porque não conseguem controlar a bexiga ou os intestinos. Pessoas acamadas ou em cadeiras de rodas, incluindo aquelas com bom controle do intestino e da bexiga, também podem usar fraldas porque não conseguem acessar o banheiro por conta própria. Pessoas com comprometimento cognitivo, como demência, podem precisar de fraldas porque podem não reconhecer a necessidade de ir ao banheiro.

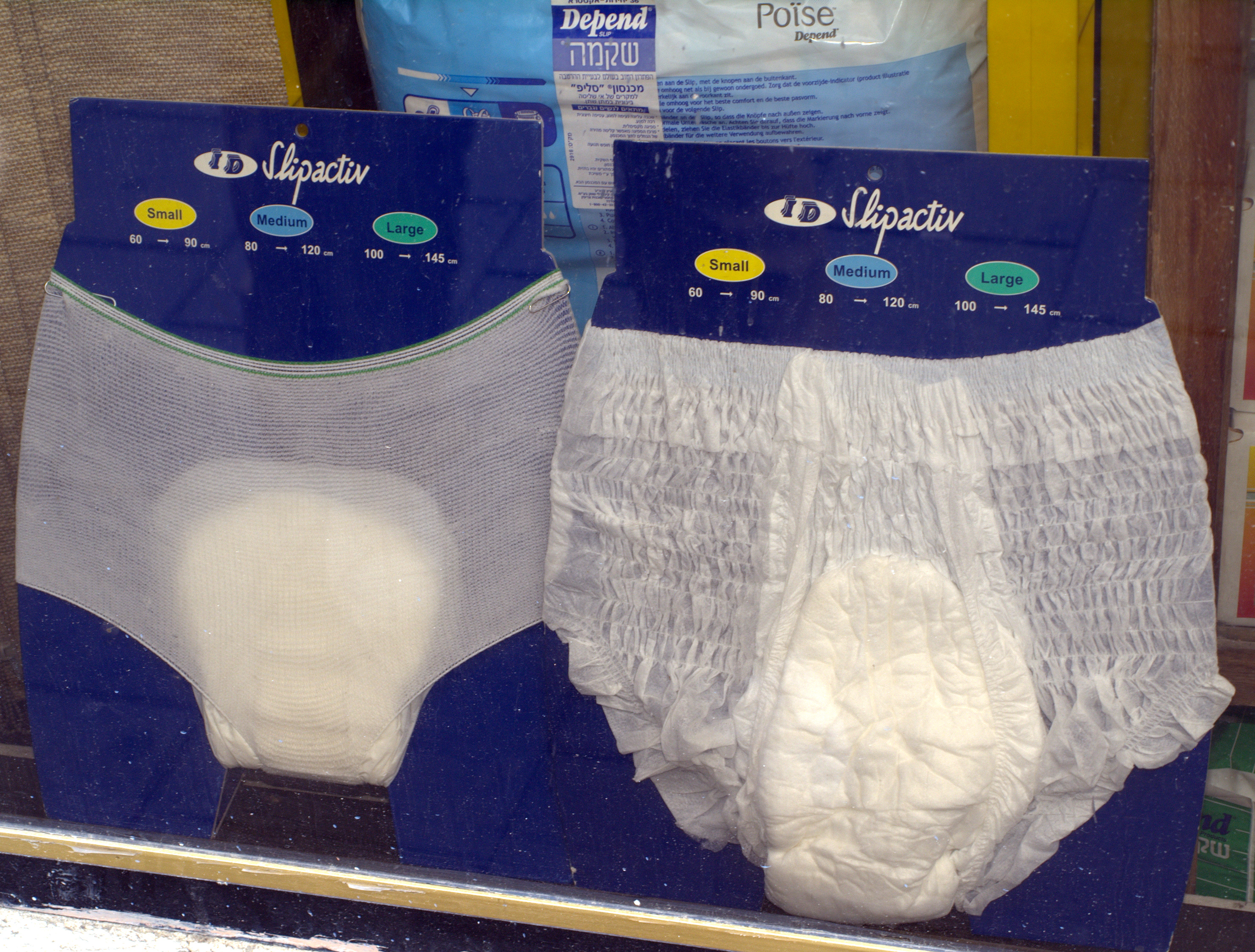
Fraldas para adultos e mulheres, sob a forma de cuecas

Os produtos absorventes para incontinência vêm em uma ampla variedade de tipos (coletores de gotas, absorventes, roupas íntimas e fraldas para adultos), cada um com capacidades e tamanhos variados. O maior volume de produtos consumidos se enquadra na faixa de produtos de menor absorção e, mesmo quando se trata de fraldas para adultos, as marcas mais baratas e menos absorventes são as mais utilizadas. Isso não ocorre porque as pessoas optam por usar as marcas mais baratas e menos absorventes, mas sim porque as instalações médicas são as maiores consumidoras de fraldas para adultos e precisam trocar de pacientes a cada duas horas. Como tal, eles selecionam produtos que atendem às suas necessidades de mudança frequente, em vez de produtos que podem ser usados por mais tempo ou com mais conforto.
Fraldas especiais são necessárias para natação ou terapia de piscina. Estes são conhecidos como fraldas de natação ou cuecas de natação de contenção. Destinam-se principalmente à incontinência fecal, mas também podem ser úteis para a contenção temporária da urina, para manter a dignidade durante a transferência do vestiário para a piscina. Fabricantes como Discovery Trekking, Splash About e Theraquatics geralmente utilizam um tecido elástico para permitir maior ajuste para um ajuste confortável. Eles são laváveis e reutilizáveis.

### Astronautas
Os astronautas usam fraldas semelhantes a um baú, chamadas de "Vestimentas de Absorção Máxima", durante a decolagem e pouso. Em missões de ônibus espaciais, cada membro da tripulação recebe três fraldas — para lançamento, reentrada e uma sobressalente, caso a reentrada precise ser dispensada e julgada mais tarde. O tecido superabsorvente usado em fraldas descartáveis, que pode suportar até quatrocentas vezes seu peso, foi desenvolvido para que os astronautas da Apollo pudessem permanecer em caminhadas espaciais e atividades extraveiculares por pelo menos seis horas. Originalmente, apenas as astronautas femininas usariam vestimentas de absorção máxima, já que os dispositivos de coleta usados pelos homens eram inadequados para as mulheres; no entanto, relatos de seu conforto e eficácia acabaram convencendo os homens a começar a usar as fraldas também.  A conscientização pública sobre fraldas de astronautas aumentou significativamente após a prisão de Lisa Nowak, uma astronauta da NASA acusada de tentativa de homicídio, que ganhou notoriedade na mídia quando a polícia relatou que ela havia dirigido 1.400 quilômetros com uma fralda de adulto para que ela não parasse para urinar. As fraldas se tornaram um recurso de muitos comediantes de televisão, além de serem incluídas em uma adaptação da história em Law & Order: Criminal Intent, apesar de que Nowak negasse que tenha usado.

### Fetichismo e infantilismo
As fraldas também podem ser usadas por infantilistas e fetichistas de fraldas para conforto, gratificação sexual, moda ou por razões emocionais.

### Outro
Outras situações em que as fraldas são usadas porque o acesso a um banheiro não está disponível ou não é permitido por mais tempo do que uma bexiga urinária normal pode suportar incluem:
- Guardas que devem permanecer em serviço e não têm permissão para deixar seus postos; isso às vezes é chamado de "mictório do vigia".[7][8]
- Há muito se sugere que os legisladores usem uma fralda antes de uma obstrução prolongada, com tanta frequência que já foi chamada de "tirar a fralda".[7][8][14][15]
- Alguns condenados à morte que estão prestes a ser executados usam "fraldas de execução" para coletar os fluidos corporais expelidos durante e após sua morte.[7][8][16]
- Pessoas que mergulham com roupas de mergulho (antigamente, muitas vezes com escafandros) podem usar fraldas porque ficam debaixo d'água continuamente por várias horas.[7][17]
- Da mesma forma, os pilotos podem usá-los em voos longos.[7][8][18]
- Em 2003, a revista Hazards relatou que trabalhadores de várias indústrias estavam começando a usar fraldas porque seus patrões lhes negavam intervalos para ir ao banheiro durante o expediente. Uma mulher disse que estava tendo que gastar 10% do seu salário em absorventes para incontinência por esse motivo.[19][20]
- A mídia chinesa noticiou em 2006 que as fraldas são uma forma popular de evitar longas filas nos banheiros dos trens durante a temporada de viagens do Ano-Novo Chinês.[21]
- Na Alemanha, os pacientes mais jovens em coma embriagado são colocados em fraldas hospitalares.[22][23]
- Em 2020, durante a pandemia de COVID-19, a Administração da Aviação Civil da China recomendou que os comissários de bordo usassem fraldas descartáveis para adultos para evitar o uso dos banheiros, exceto em circunstâncias especiais, para evitar riscos de infecção durante o trabalho a bordo de aeronaves.[24][25][26][27]

"As fraldas são algo que as pessoas não querem ver, mas se você torná-las atraentes, as pessoas poderão aprender sobre elas mais facilmente."

—Kiyoko Hamada do Aging Lifestyle Research Center, um dos principais organizadores do desfile de fraldas de Tóquio em 2008.
O mercado de fraldas para adultos no Japão está crescendo. Em 25 de setembro de 2008, os fabricantes japoneses de fraldas para adultos realizaram o primeiro desfile de moda só para fraldas do mundo, dramatizando muitos cenários dramáticos informativos que abordavam várias questões relevantes para pessoas mais velhas em fraldas. "Foi ótimo ver tantos tipos diferentes de fraldas ao mesmo tempo", disse Aya Habuka, de 26 anos. "Aprendi muito. Esta é a primeira vez que as fraldas são consideradas moda".
Em maio de 2010, o mercado japonês de fraldas para adultos se expandiu para ser usado como uma fonte alternativa de combustível. As fraldas usadas são trituradas, secas e esterilizadas para serem transformadas em pellets de combustível para caldeiras. As pelotas de combustível representam 1/3 do peso original e contêm cerca de cinco mil quilocalorias de calor por quilograma.
Em setembro de 2012, a revista japonesa SPA! descreveu a tendência de uso de fraldas entre as mulheres japonesas.
Há quem acredite que as fraldas são uma alternativa preferível a usar o banheiro. De acordo com o Dipak Chatterjee, do jornal Daily News and Analysis de Bombaim, os banheiros públicos são tão anti-higiênicos que é realmente mais seguro para as pessoas - especialmente mulheres - vulneráveis a infecções usarem fraldas para adultos. Seann Odoms, da revista Men's Health, acredita que usar fraldas pode ajudar pessoas de todas as idades a manter a função intestinal saudável. Ele próprio afirma usar fraldas em tempo integral para esse suposto benefício à saúde. “As fraldas”, afirma ele, “nada mais são do que uma forma de roupa íntima mais prática e saudável. São a forma de vida segura e saudável". O autor Paul Davidson argumenta que deveria ser socialmente aceitável para todos usar fraldas permanentemente, alegando que elas proporcionam liberdade e removem o incômodo desnecessário de ir ao banheiro, assim como o avanço social ofereceu soluções para outras complicações. Ele escreve: "Faça com que os idosos finalmente se sintam abraçados em vez de ridicularizados e remova a provocação da equação adolescente que afeta tantas crianças de forma negativa. Dê a cada pessoa neste mundo a oportunidade de viver, aprender, crescer e urinar em qualquer lugar e a qualquer hora sem pressão da sociedade para "se conter".

## Questões de dignidade
O uso de fraldas para adultos pode ser uma fonte de constrangimento,  os produtos são frequentemente comercializados sob eufemismos, como absorventes para incontinência.
Em 2006, dezessete alunos do curso de farmacoterapia geriátrica participaram de um exercício voluntário de "experiência com fraldas" para ajudá-los a compreender o impacto da incontinência em adultos mais velhos. Os alunos, que usaram fraldas para adultos por um dia antes de escreverem um artigo sobre isso, descreveram a experiência como "desconhecida" e "fisicamente desafiadora", observando que usar fraldas teve um impacto muito negativo sobre eles e que soluções melhores para a incontinência são necessárias. No entanto, eles elogiaram o exercício por lhes dar uma visão sobre a incontinência e o efeito que tem na vida das pessoas.
Em 2008, o Ministro da Saúde de Ontário, George Smitherman, revelou que estava pensando em usar fraldas para adultos para testar sua absorção, após queixas de que residentes de asilos eram forçados a permanecer com fraldas inalteradas por vários dias. A proposta de Smitherman rendeu-lhe críticas de sindicatos, que argumentaram que a prioridade não era a capacidade das fraldas, mas sim a falta de pessoal que afetava a frequência com que eram trocadas, e ele mais tarde se desculpou.